# Objetivo fama
Objetivo Fama (a veces abreviado como OF, tiene un objetivo: la fama) es un programa de un concurso de canto que ha estado en el aire durante más de cinco años en WLII, la toma de Univisión Puerto Rico y en Telefutura en los Estados Unidos continentales. Es un programa puertorriqueño y es producido por Soraya Sánchez. 
El programa es inspirado por Voces en Función de Puerto Rico concurso de canto el talento y espectáculo de variedades, y el reality show español Operación Triunfo. Una veintena de concursantes, se encontraban dentro de una casa estudio donde fueron a vivir juntos durante varios meses mientras participaron en un programa semanal en el que se eliminó uno de ellos, en el camino para encontrar una "estrella joven". El ganador de la serie consiguió un contrato discográfico de Univision Music Group. La quinta y última temporada del programa comenzó el 9 de febrero de 2008 y finalizó en a mediados del mismo año. 
Los concursantes son evaluados por un panel de jueces, y los espectadores podían votar por su participante favorito. Asimismo, durante la semana en fueron atendidos en la casa y/o estudio por profesores de canto y baile, estilistas, diseñadores de vestuario, entrenadores personales, etc., para ayudarles a moldear y mejorar su talento y su imagen. Del espectáculo se dice a menudo que fue la versión en español de American Idol, aunque técnicamente hablando, la versión oficial en español de ese programa es Latin American Idol.

Objetivo Fama Regresa después de 15 años sin emitirse el 2 de agosto de 2025 pero por primera vez se transmite por Telemundo PR y Estrella TV a las 8:00PM Los sábados por 14 Semanas y los miércoles la versión sin editar a las 7:00PM Formato de 1 hora.

## Audiciones
Antes de que empezara la temporada, se mostraban audiciones que se celebraban en varios lugares de Puerto Rico y los Estados Unidos para seleccionar a los finalistas que serían presentados en la feria. Estos fueron evaluados por los productores del programa. Cuando se seleccionaron los 20 participantes, se les trasladó a Puerto Rico, donde se encontraba la casa/estudio. En el 2009, se reducía el número de concursantes, 20 a 16 y todos fueron puertorriqueños, al igual que la primera edición, ya que se trataba de la última edición de Objetivo Fama.

## Casa/ Estudio
La casa /estudio fue, dirigida y administrada por la cantante de Puerto Rico, Luna.

## Espectáculo Semanal
Durante los dos primeros años, el programa semanal se celebró en el Teatro del Parque en Santurce, en su tercer año en el Centro de Bellas Artes en la ciudad de Caguas, Puerto Rico. Sin embargo, la cuarta temporada se trasladó a la Guaynabo Performing Arts Center en la ciudad de Guaynabo, Puerto Rico. El programa generalmente comenzaba con una gran actuación la participación de todos los concursantes en una canción y número de baile. A continuación, cada concursante interpretaba la canción que había recibido y ensayado durante la semana. Actuaciones podían variar de dúos, tríos, a las actuaciones individuales. Entre las participaciones, cada participante fue entrevistado y los clips de los acontecimientos semanales se mostraban. 
Después de cada presentación, cada concursante fue evaluado por los tres jueces. Al final del espectáculo, los jueces anunciaban cuales serían los concursantes "amenazados" para abandonar la casa /estudio. Los televidentes entonces tenían una semana para llamar y "salvar" a su concursante favorito. El espectáculo se cerró con una actuación de un artista invitado. 

### Acceso Total
Esta sección seguía cada programa semanal de entrevistas con los participantes y los jueces. Este programa especial se inició durante la tercera temporada (2006), después del programa semanal. Fue conducido por José Figueroa y Liza Lugo. 

### Sin Editar
Este es otro programa semanal en el que sigue la vida de los participantes en la casa /estudio y sus ensayos durante la semana. También incluye entrevistas y preguntas de la audiencia. En 2007, que fue organizada por Daniela Droz. En la quinta temporada (2008), el programa también se incluían las evaluaciones de cada participante de la presentación más allá de exjuez, Hilda Ramos, y fue organizada por Yizette Cifredo.
Actualmente será presentado por el segundo finalista de la temporada 4 del año 2007 Víctor Antonio Santiago. El programa se transmite miércoles a las 7:00PM Por Telemundo PR y Estrella TV En USA.

## Jueces
- Roberto Sueiro (2004-2009, 2025-presente) es un artista y abogado de entretenimiento puertorriqueño. Cuando era adolescente, cantó con varias bandas de rock y escribía canciones mientras estudiaba en la Universidad de la Florida. Terminó estudios de Derecho en la Universidad Interamericana de Puerto Rico. Continuó los estudios en materia de propiedad intelectual y los derechos de la música en la Universidad de Nueva York, donde recibió una maestría en Derecho, en 1992. A continuación, lanzaron cuatro álbumes bajo el seudónimo de la 'Byron'. Llegó a la Billboard listas y ganó varios premios. También incursionó en la producción, y fue uno de los creadores conceptuales del famoso grupo Son By Four. En la actualidad práctica la ley en el campo del entretenimiento y la propiedad intelectual, donde ha representado a varios artistas de renombre internacional. Ha sido juez durante las cuatro estaciones de Objetivo Fama.

- Hilda Ramos (2004 - 2007 / 2009) es una soprano de Puerto Rico que se ha convertido en una de las cantantes de ópera más buscadas en el mundo desde su debut en 1989, con la Sinfónica de Puerto Rico. En 1993, ganó el primer premio en el Metropolitan Opera Auditions en Puerto Rico, y fue uno de los finalistas de las audiciones regionales en Nueva Orleans. Ha actuado en varios lugares como Israel, Roma, Italia, Ginebra, Suiza, los Estados Unidos, entre muchos otros. Ha actuado en el mundialmente conocido numerosas óperas, con mucho éxito. En 2002, debutó en Nueva York, invitado por Regina Resnik. En 2004 y 2005 colaboró como profesor en Objetivo Fama, y en 2006 debutó como uno de los jueces. Ramos, regresa a Objetivo Fama en 2009, para ser juez de la última edición de la OF.

- Fernando Allende (2006 - 2008) es un cantante, actor, productor y director mexicano. Ha actuado en diversas ocasiones de telenovelas en España, México y Latinoamérica. Allende ha viajado por el mundo y vivió en Londres durante varios años. En 2001, se trasladó a Puerto Rico, donde Allende se ha retomado su carrera como actor y director. Allende también estudió derecho en la Universidad La Salle en México. Actúa regularmente como un mariachi y continúa la producción de películas locales. En 2006, fue seleccionado no sólo como uno de los tres jueces, sino también como Presidente del Jurado.

- Lissy Estrella (2005) es una cantante de Puerto Rico. Ella sirvió como única juez para la segunda temporada.

- Jimena (2008) es una cantante mexicana. Ella actúa como juez en la quinta temporada.

- Abraham Velázquez (2009) es un cantante cristiano de Puerto Rico. Él actúa como juez en sustitución de Fernando Allende, que renuncia a trabajar como productor de televisión y director de cine.

- Ana Isabelle (2025- Presente) Cantante, Bailarina y Actriz Puertorriqueña

- Cristina Eustace (2025- Presente) Ganadora de la temporada 5 del Año 2008.

- Jueces invitados algunos de los más comunes se encuentran la animadora Charytín, y algunos presentadores de radio de Univisión Radio, el 2 de agosto de 2025 conto Con un juez pnvitado el cantante puertorriqueño Elvis Crespo .

## Objetivo Fama Temporadas
| Objetivo Fama                                       |                          |
| Objetivo Fama Finalists (with dates of elimination) |                          |
| Season 1 (2004)                                     |                          |
| Janina Irizarry                                     | Winner April 24          |
| Sheila Romero                                       | 2nd Place                |
| Ektor Rivera                                        | 3rd Place                |
| Daniel Rodríguez                                    | 4th Place                |
| Juan "Tony" Cordero                                 | April 17                 |
| Héctor Gotay                                        | April 17                 |
| Luis Montes                                         | April 17                 |
| Lizzette Medina                                     | April 10                 |
| Natalia Acosta                                      | Disqualified March 31    |
| Zania Sala                                          | March 27                 |
| Yaddeliz Martínez                                   | March 20                 |
| Elliot Suro                                         | March 13                 |
| Dominic Padilla                                     | March 6                  |
| Charlie Rodríguez                                   | February 28              |
| Janayra Reyes                                       | February 21              |
| Alex Soto                                           | February 14              |
| Jencelamary Rivera                                  | February 7               |
| Encarnita “Kany” García                             | Disqualified 31 de enero |
| Season 2 (2005)                                     |                          |
| Anaís Martínez                                      | Winner May 1             |
| Azucena Salazar                                     | 2nd Place                |
| Jayro Rosado                                        | 3rd Place                |
| Rodolfo Castera                                     | 4th Place                |
| Esteban Nuñez                                       | April 23                 |
| Carmen Rivera                                       | April 23                 |
| Rosangela Abreu                                     | April 16                 |
| Tairon Aguilera                                     | April 9                  |
| Natalie Amaya                                       | April 3                  |
| Carlos Rubén Salazar                                | Disqualified March 30    |
| Emilio Acevedo                                      | march 26                 |
| Carlos Alberto Aldana                               | March 26                 |
| Wenceslao Navarro                                   | March 19                 |
| Karol De Jesús                                      | March 19                 |
| Verónica Zavala                                     | March 12                 |
| Marland Rodríguez                                   | March 5                  |
| Luis Ángel López                                    | February 26              |
| Priscila Salisbury                                  | February 19              |
| Angélica Pacheco                                    | February 12              |
| Darla Delgado                                       | February 5               |
| Season 3 (2006)                                     |                          |
| Marlon Fernández                                    | Winner May 14            |
| Patricia “Patty” Contreras                          | 2nd Place                |
| Arquímides González                                 | 3rd Place                |
| Mary Ann Acevedo                                    | 4th Place                |
| Jenilca Giusti                                      | May 6                    |
| José Barraza                                        | May 6                    |
| Helen Ochoa                                         | April 29                 |
| Patricia Mercado                                    | April 29                 |
| Edwin Gómez                                         | April 22                 |
| Brigitte Dávila                                     | April 22                 |
| Sunel Molina                                        | April 15                 |
| Ronald Martínez                                     | April 15                 |
| Francisco Salicrup                                  | April 8                  |
| Ediberto Carmenatty                                 | Disqualified March 31    |
| Soledad Sosa                                        | Disqualified March 19    |
| Josué Muñoz                                         | March 18                 |
| Melanie Figueroa                                    | March 11                 |
| Elionaid Iñiguez                                    | March 4                  |
| Gustavo Gutiérrez                                   | February 25              |
| Guadalupe Castro                                    | February 18              |
| Season 4 (2007)                                     |                          |
| Juan Antonio Vélez                                  | Winner May 20            |
| Iván Oswaldo López                                  | 2nd Place                |
| Víctor Antonio Santiago                             | 3rd Place                |
| Nat Vásquez                                         | 4th Place                |
| Frances Marrero                                     | May 12                   |
| José Luis Vargas                                    | May 5                    |
| Erica Gonzaba                                       | April 28                 |
| Ramón Alberto García                                | April 21                 |
| Arturo Guerrero                                     | April 14                 |
| Natalia Herrera                                     | April 7                  |
| Luz María Aguilar                                   | March 31                 |
| Nathalie Rodríguez                                  | March 31                 |
| Aidsa Rodríguez                                     | March 24                 |
| Edgar Alberto Pérez                                 | March 24                 |
| Jorge Ochoa                                         | March 17                 |
| Héctor Arreguin                                     | March 17                 |
| Marissa Meza                                        | March 10                 |
| Lizmarie Goldilla                                   | March 3                  |
| Julissa Morel                                       | February 24              |
| Marleen Salinas                                     | February 17              |
| Season 5 (2008)                                     |                          |
| Cristina Eustace                                    | Winner May 18            |
| Samuel Colón                                        | 2nd Place                |
| Yaindhi Álvarez                                     | 3rd Place                |
| Jonathan Ríos                                       | 4th Place                |
| Jometh Andújar                                      | May 10                   |
| Javier Baerga                                       | May 3                    |
| Karen Rodríguez                                     | April 26                 |
| Sammy Genao                                         | April 19                 |
| Yerly Burgos                                        | April 12                 |
| Josué Pérez                                         | April 5                  |
| Leonardo Méndez                                     | March 29                 |
| Yaritza Rodríguez                                   | March 29                 |
| Luis Javier Chávez                                  | March 22                 |
| Diana Mercado                                       | March 22                 |
| Ronny Mercedes                                      | March 15                 |
| Magdalena León                                      | March 15                 |
| Blanca Rosa Alfonso                                 | March 8                  |
| Dalila Santa María                                  | March 1                  |
| Alfredo Lomelli                                     | February 23              |
| Luz Leguizamo                                       | February 16              |
| Season 6 (2009)                                     |                          |
| Fabián                                              | Winner May 17            |
| José Rubén Ruíz                                     | 2nd Place                |
| Hannaní Peraza                                      | 3rd Place                |
| José Aníbal Maldonado                               | May 9                    |
| Marko Castillo                                      | May 2                    |
| Víctor Robles                                       | April 26                 |
| Hecmarie Díaz                                       | April 18                 |
| Amesis Román                                        | April 11                 |
| Judith Olivencia                                    | April 4                  |
| Urayoán Lizardi                                     | March 28                 |
| Zugeil Vélez                                        | March 21                 |
| Saúl Díaz                                           | March 14                 |
| Tania Tirado                                        | March 7                  |
| Andrés Ríos                                         | February 28              |
| Leidy D. Gabriel                                    | February 21              |
| Jorge David Nieves                                  | February 14              |

### 2004: Primera Temporada
Esta temporada fue conducido por el cantante nicaragüense Luis Enrique y la cantante, actriz y puertorriqueña Daniela Droz. Presentaba sólo los concursantes de Puerto Rico. 
La ganadora de esta primera edición fue Janina Irizarry (también conocida simplemente como Janina), pero varios de los participantes han lanzado su propio álbumes con diferentes niveles de éxito. A partir de 2007, Janina ha publicado dos álbumes de éxito. 
Temprano en el programa, uno de los concursantes Encarnita "Kany" García sufrió un accidente de coche, que la obligó a abandonar la competencia. Ella estaba en cuidados intensivos durante algún tiempo y logró recuperarse. Ella se ha convertido ya en una cantante y compositora muy solicitada. Incluso escribió una canción para Janina para su primer álbum. García lanzó su primer álbum Cualquier Día en 2007, que incluye el éxito # 1 "Hoy Ya Me Voy". Con el éxito del álbum, que recibió elogios de los críticos de música, y muchos premios entre ellos dos Billboard Latin Music Awards y dos Grammy Latino Premios a la ‘Mejor artista nuevo y Mejor Artista Femenina Pop Álbum Vocal. El álbum ha sido un éxito en Puerto Rico, los Estados Unidos y Latinoamérica. 
Charlie Rodríguez fue el primer concursante de la serie para liberar su propio álbum, y se ha convertido en un compositor de éxito. Actualmente, está trabajando en su segundo álbum. 
Después del espectáculo, Luis Montes, Elliot Suro y Daniel Rodríguez pasaron a unirse a Puerto Rico boy band, MDO. Lanzaron un exitoso álbum titulado “Otra Vez, que alcanzó algunas cartas de la música en América Latina. Su seguimiento,Sabe a Ti , fue publicado en 2008. 
Asimismo, tanto de los finalistas (Sheila Romero y Ektor) han grabado discos. Ektor actualmente está trabajando con los productores Luny Tunes para su siguiente álbum y esta de lleno en el mundo de la actuación participando en varias películas y obras de teatros.
Además, Zania Salas se ha convertido en un productor de espectáculos en Nickelodeon.

### 2005: Segunda Temporada
Esta temporada fue animada por el mexicano Víctor Noriega y la puertorriqueña, Yizette Cifredo, y amplia el formato para incluir a participantes internacionales. 
La ganadora de la segunda edición fue la Dominicana Anaís Martínez, pero - como la primera temporada - varios de los concursantes ya han lanzado sus propias carreras musicales. Anaís es ampliamente considerada como la ganadora de más éxito de la serie. 
Carlos Rubén Salazar fue descalificado de la competencia cuando abandonó la casa para ver a una novia (una de las bailarinas). Él es el hermano del primer finalista, Azucena. Ellos han estado trabajando juntos en varios proyectos musicales, incluso jugando en la Casa Blanca en una actividad en 2006. Azucena lanzó su primer álbum en 2008. 
Dos de los otros finalistas, Jayro y Esteban, han lanzado discos en la isla. Otro de los finalistas, Rodolfo Castera, ha trabajado en varios eventos de alojamiento en la isla y actualmente está terminando clases de actuación. Rosangela Abreu hizo un dueto con el famoso Salsa cantante, Gilberto Santa Rosa. Tanto Esteban y Rosangela fueron a una audición en 2007 para la segunda temporada de Latin American Idol, pero Rosangela fue la elegida y acabó en tercer lugar. 
Wenceslao Navarro ha seguido trabajando con su banda y ha publicado un álbum después de la competición final. Tairon Aguilera se ha dedicado a escribir canciones. Ha escrito varias canciones para algunos de sus compañeros competidores de la demostración del pasado y el futuro de las estaciones. Emilio Acevedo es uno de los cantantes de un merengue grupo llamado Zon D Tambora ', producido por Elvis Crespo. 
A principios de 2007, murió el marido de Carmen Rivera, cuando al parecer, intervino en una pelea en el bar.

### 2006: Tercera Temporada
Esta temporada fue animada por la cantante mexicana Yuri y dirigida por Marcelo Gama. 
El ganador de la serie fue el cubano Marlon Fernández, pero varios de los participantes han iniciado su propia carrera musical no sólo cantando, sino también en el teatro. 
Durante el show, Soledad Sosa fue descalificado cuando salió de la casa/estudio con su marido. Ella alegó que no podía soportar estar lejos de su marido. Poco después, ella quedó embarazada, pero tuvo un aborto involuntario. 
Ediberto Carmenatty también fue descalificado cuando una enfermedad lo obligó a hacerlo. Desde entonces, ha recuperado y actualmente viven en Ponce, Puerto Rico. 
Además, Gustavo y Jenilca inició una relación durante el espectáculo. Gustavo está trabajando actualmente en un álbum al mismo tiempo la preparación de algunos proyectos de actuación. 
Arquímides y Mary Ann Acevedo han lanzado álbumes de éxito en la isla. Acevedo también se casó con el cantante, Guillermo Torres, que es 20 años mayor. Además Mary Ann y Arquímides audicionaron para la primera temporada de Idol Puerto Rico siendo Mary Ann una de los 12 semi-finalistas pero no logró llevarse la victoria.
Helen Ochoa y Melanie Figueroa comenzó a trabajar en un proyecto llamado "Dos Destinos". Sin embargo, las complicaciones de Figueroa con su condición de lupus la obligó a abandonar el proyecto. Ochoa ha continuado con el proyecto y los planes de lanzar un álbum a principios de 2007. Figueroa se está recuperando actualmente.

### 2007: Cuarta Temporada
Esta temporada fue nuevamente conducida por Yuri y dirigida por Marcelo Gama. El ganador de la serie fue el puertorriqueño Juan Vélez.
A diferencia de temporadas anteriores, ésta se abrió en Los Ángeles, California en 3 de febrero, con un pre-show donde se presentaron los 30 semi-finalistas, elegidos en audiciones a través de los Estados Unidos y Puerto Rico. Los 20 ganadores fueron anunciados y la oportunidad de realizar su sueño comenzó. 
La temporada se inauguró oficialmente en 10 de febrero. Los programas semanales fueron transmitidos desde el Centro de Bellas Artes de Guaynabo, Puerto Rico, junto con el nuevo edificio de Univisión estación en Puerto Rico. Hasta ahora, los jueces están de acuerdo en que los competidores de esta temporada son más consistentes que en los anteriores. 
Una noticia que destacó hasta el momento es la relación que comenzó entre Juan Vélez y Erica Gonzaba. En el 17 de marzo, tuvieron la oportunidad para llevar a cabo juntos la canción "Devuélveme la Vida" de Antonio Orozco, que les mereció muchos elogios y aplausos de los magistrados y el público. Vélez, ganador de la serie, tuvo la oportunidad de interpretar la canción junto con el propio Orozco en el final. 
Final de esta temporada surgió como el programa de mayor sintonía en la historia de  Univisión Puerto Rico, y EE. UU. Telefutura emisoras de televisión. 
Después del show, los finalistas, Juan, Iván, y Víctor, han lanzado álbumes de éxito. Juan vendió varios shows en el centro de bellas artes Luis A. Ferre ]  y un concierto en el Coliseo José Miguel Agrelot . También Juan Vélez logró una nominación en los Premios lo nuestro y otra en los Billboard latinos, y su primer álbum Con Mi Soledad se colocó entre los primeros lugares de la lista por sus altas ventas.
Víctor actualmente está actuando en obras de teatro y se de desempeña como conductor de un programa.

### 2008: Quinta Temporada
Esta quinta temporada fue conducida por Yuri y dirigida por Marcelo Gama. El favorito del público pero no el ganador fue Samuel Colón. Esta edición fue la más controversial por los resultados de la votación final donde la ganadora fue la favorita de univision Cristina Eustace. Igual de controversial fue la salida de Yuri del programa, Ya que era una excelente animadora.

### 2009: Sexta Temporada (La despedida)
```
Se ha llamado 
Objetivo Fama: La Despedida
[
7
]
 (
Objetivo Fama: La Despedida
).La animadora en esta última edición fie la Cantante Giselle. El espectáculo contó con Roberto Sueiro e Hilda Ramos como los jueces, mientras que el cantante Abraham fue el tercer juez, en sustitución de 
Fernando Allende
. Esta última temporada contó con sólo 18 concursantes, a diferencia de las primeras temporadas que contaba con 20 cada uno. Durante esta temporada se volvió a los comienzos donde solo eran participantes puertorriqueños. Esta edición fue transmitida solo en Puerto Rico y por internet en los Estados Unidos el favorito del público y el gran ganador fue 
Fabián Torres
[
8
]
 sexto y último ganador de Objetivo Fama, y se anunció como ganador el domingo, 17 de mayo de 2009, con 42.43 por ciento de los votos.
```

### 2025: Septima Temporada (El Regreso) A través deTelemundo PRyEstrella TVen USA
A finales de diciembre de 2024, anunciaron que el programa regresa después de 15 años de ausencia, pero esta vez está siendo transmitido por Telemundo PR y En Estrella TV en Estados Unidos. El programa empezó 19 de julio de 2025 y el 26 de julio de 2025 conociendo los 20 participantes de esta Temporada, el 2 de agosto Comenzó las Galas de objetivo Fama seria por 14 Semanas.

## Ganadores de Objetivo Fama
- 2004: Janina (/)
- 2005: Anaís ()
- 2006: Marlon ()
- 2007: Juan ()
- 2008: Cristina ()
- 2009: Fabián ()
- 2025:  Pendiente  ()